# Constitución (Chiapas)
Constitución es una localidad del estado mexicano de Chiapas. Es parte del municipio de Simojovel.

## Demografía
| Gráfica de evolución demográfica |
|                                  |

| Censo | Población |
| ----- | --------- |
| 1950  | 127       |
| 1960  | 132       |
| 1970  | 268       |
| 1980  | 509       |
| 1990  | 871       |
| 2000  | 801       |
| 2010  | 1 103     |
| 2020  | 1 314     |